# 水間観音駅
水間観音駅（みずまかんのんえき）は、大阪府貝塚市水間にある、水間鉄道水間線の駅で同線の終着駅である。古刹水間寺への最寄駅となっている。第1回近畿の駅百選認定駅。

## 歴史
- 1926年（大正15年）1月30日：名越駅から当駅までの開通とともに水間駅（みずまえき）として開業する[1][4]。
  - ただし、当駅の開業日を、水間鉄道の公式発表も含め1925年（大正14年）12月24日とするものがある[6][7]。
- 1991年（平成3年）8月：当駅の駅舎に自動改札が設置となる[4]。
- 1998年（平成10年）2月17日：当駅の駅舎が国の登録有形文化財に登録される[4][5][8]。
- 2009年（平成21年）6月1日：水間観音駅へ改称[9]。
- 2018年（平成30年）12月24日：駅のリニューアルが完了、「苔玉の駅」としての供用を開始[6][7]。
- 2023年（令和5年）6月17日：駅構内に水間鉄道が運営するうどん店「金胡麻木うどん」がオープン[10]。

## 駅構造
行き止まりの島式ホーム1面2線と、さらに1番線の線路の脇にもう1つのホームのある2面2線の地上駅。列車は主に1番線より出発するが、車両交換時や臨時列車などは2番線から出発することもある。
駅舎は開業当時からのもので、水間寺にちなんだ二重塔のデザインとなっており、1999年（平成11年）には国の登録有形文化財に登録されている。2018年（平成30年）には「苔玉の駅」としてのブランド化を見据えた駅舎のリニューアルが行われた。
1番線のそばにはカフェ「まち愛Cafe みずがめ庵 和」がある。
駅の裏手には501形電車（元南海1201形電車）1両が静態保存されている。

### のりば
| 番線 | 路線    | 行先     | 備考         |
| ---- | ------- | -------- | ------------ |
| 1    | ■水間線 | 貝塚方面 |              |
| 2    | ■水間線 | 貝塚方面 | 一部列車のみ |

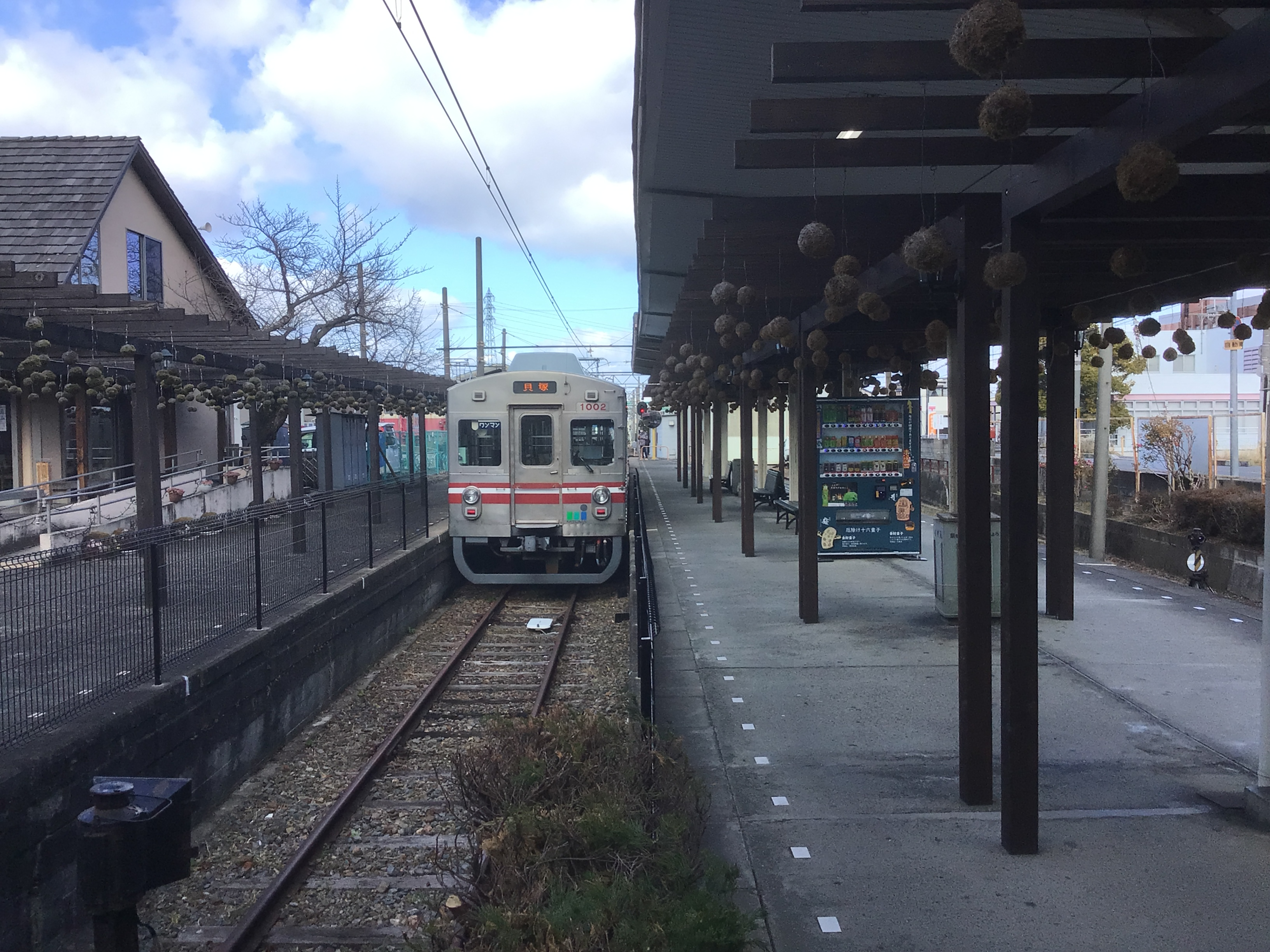
ホーム（2022年2月）
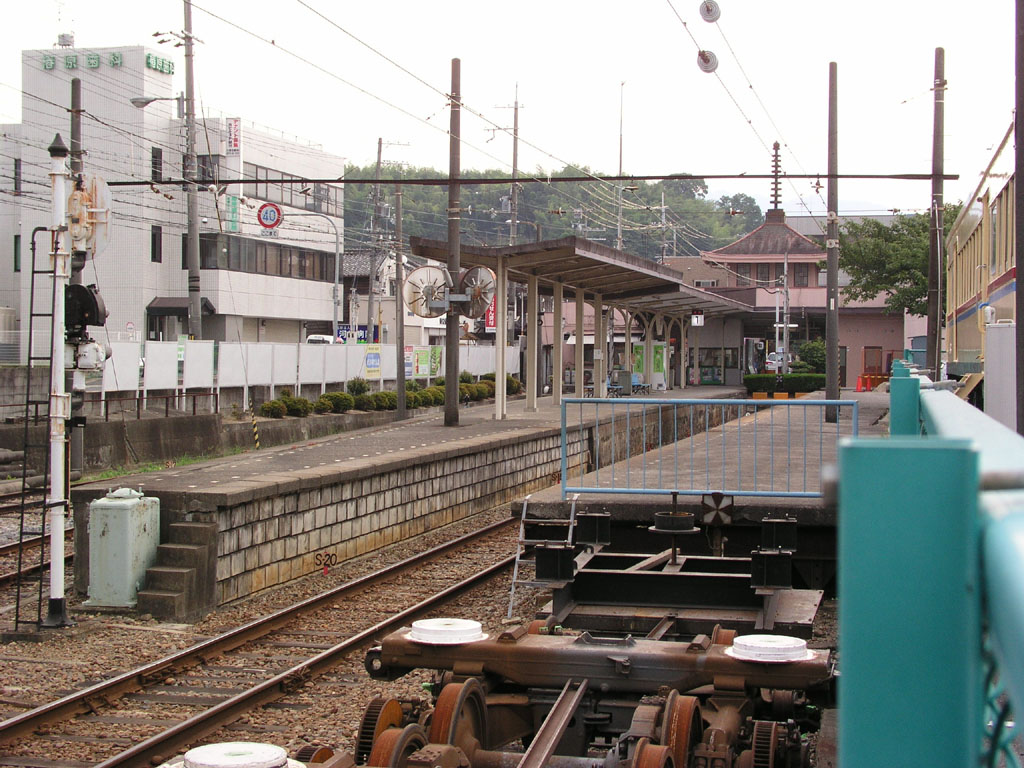
構内（2006年8月）
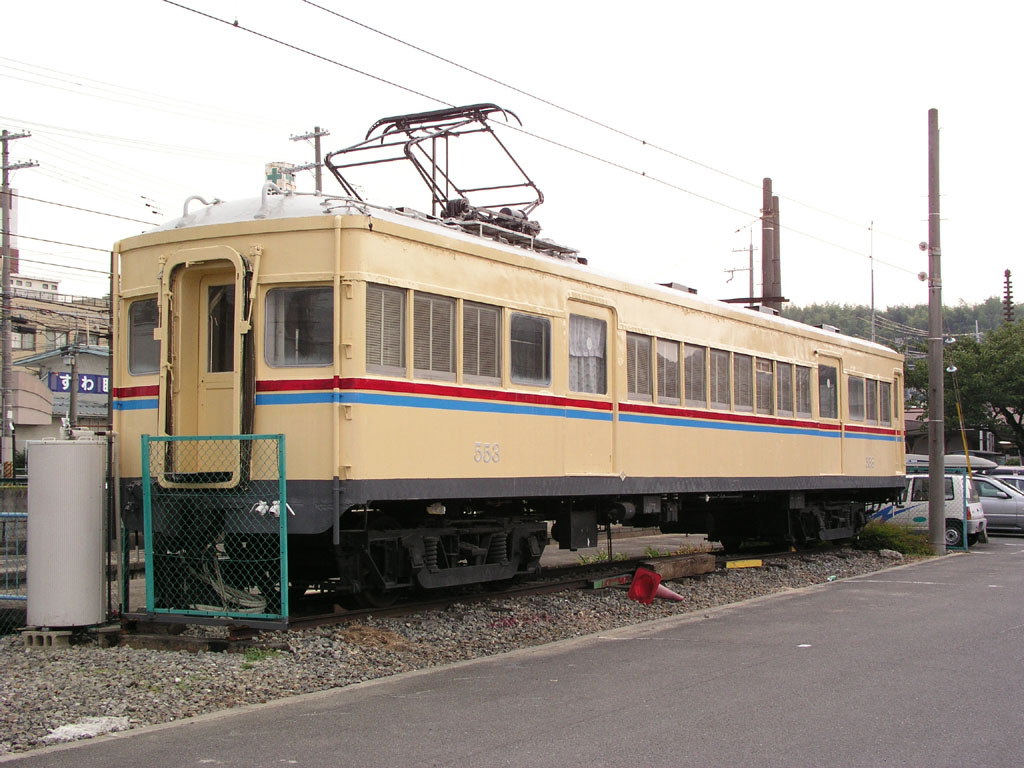
静態保存される501形（553）
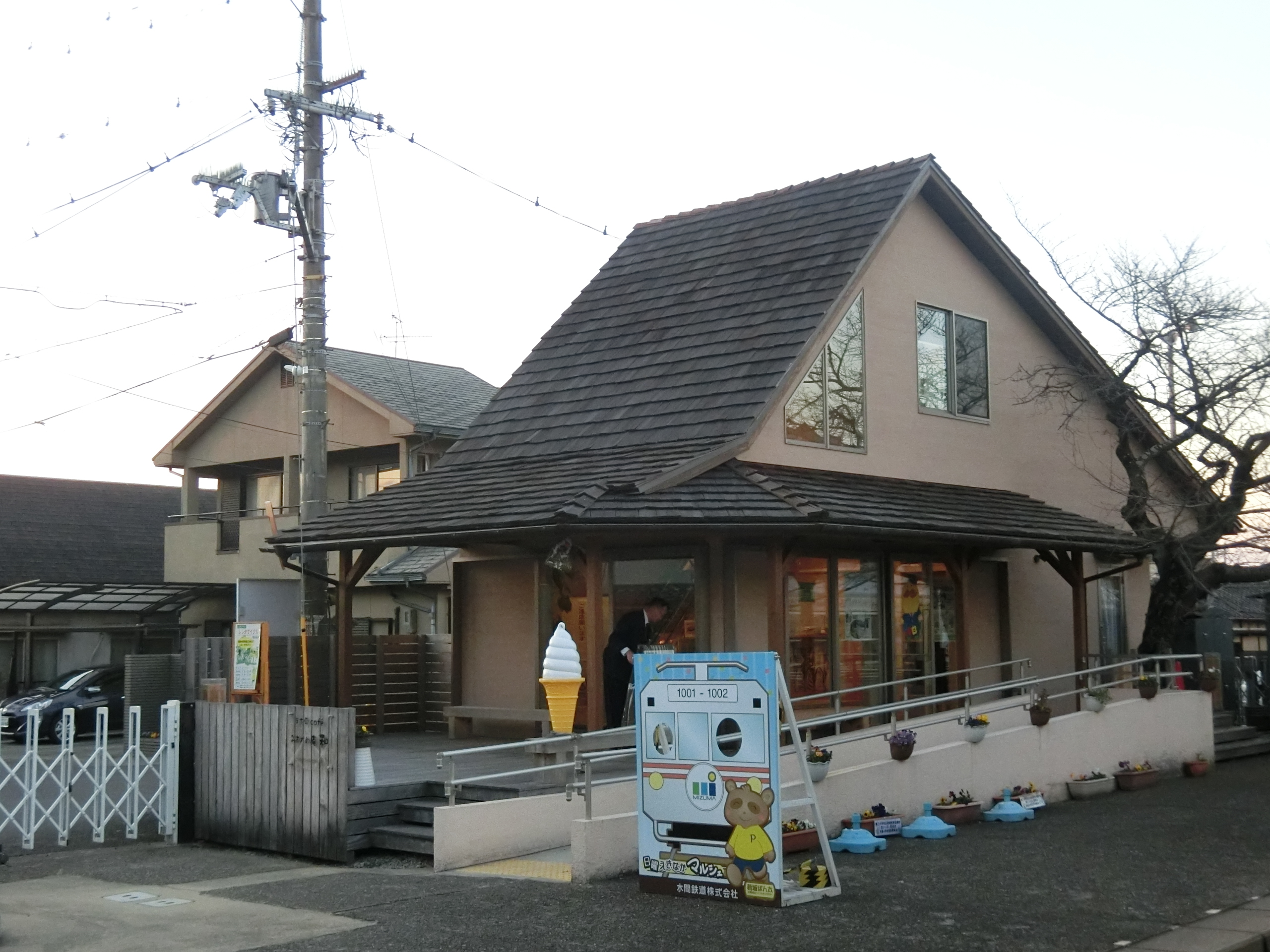
1番線脇ホーム上のカフェ

## 利用状況
「大阪府統計年鑑」によると、2019年（令和元年）次の1日平均乗降人員は1,434人（乗車人員：711人、降車人員：723人）である。
近年の1日平均乗降人員推移は下記の通り。
| 年次   | 1日平均 乗降人員 | 1日平均 乗車人員 | 出典     |
| ------ | ---------------- | ---------------- | -------- |
| 2010年 | 1,463            | 738              | [ * 1 ]  |
| 2011年 | 1,386            | 700              | [ * 2 ]  |
| 2012年 | 1,312            | 662              | [ * 3 ]  |
| 2013年 | 1,444            | 726              | [ * 4 ]  |
| 2014年 | 1,441            | 711              | [ * 5 ]  |
| 2015年 | 1,445            | 713              | [ * 6 ]  |
| 2016年 | 1,414            | 699              | [ * 7 ]  |
| 2017年 | 1,379            | 682              | [ * 8 ]  |
| 2018年 | 1,370            | 680              | [ * 9 ]  |
| 2019年 | 1,434            | 711              | [ * 10 ] |

## 駅周辺
水間寺（水間観音）は当駅の南およそ600 mほど、徒歩で約10分の場所に位置する。正月（三が日）には水間寺への初詣の客により、駅付近は賑わいを見せる。
- 水間公園
- 孝恩寺
- 大阪河﨑リハビリテーション大学
- 貝塚市立葛城小学校
- 水間郵便局
- 水間座：かつて当駅前に存在した映画館（1931年 - 1962年）
- 阪和自動車道貝塚IC
- 国道170号

また、市域南部への玄関口となっており、コミュニティバスや送迎バスが発着している。
- 松葉温泉 滝の湯
- 奥水間温泉
- 大阪府立少年自然の家
- かいづか いぶき温泉
- かいづか いぶきヴィレッジ

## バス路線
駅前および駅沿いを通る道路上に貝塚市コミュニティバス（は〜もに〜ばす）「水間観音駅」停留所があり、下記の路線が乗り入れる。
- 黄バス：奥水間、蕎原、秬谷方面
- 黄バス：東山方面
- 緑バス：和泉橋本駅、イオン貝塚店前、橋本団地方面（※データイムはコミバスとして運行し、経路が若干変わるほか貝塚市役所まで向かう）

## 隣の駅
水間鉄道
■水間線
三ヶ山口駅 - 水間観音駅

### 本文中の出典
1. 1 2 3 4 5  鼠入昌史『終着駅巡礼』イカロス出版、2016年12月25日、79頁。ISBN 978-4-8022-0259-6。
2. ↑  “工藤あやの鉄道1両貸し切りヒット願う車掌姿で笑顔”. 日刊スポーツ. (2017年11月11日) 2022年1月4日閲覧。
3. 1 2 3  “懐かしい15分の旅 村井美樹さん”. 東京新聞 TOKYO Web. (2020年7月14日).  オリジナルの2020年9月2日時点におけるアーカイブ。 2021年8月1日閲覧。
4. 1 2 3 4 5 6  “街の駅再発見 近畿の駅百選 水間駅”.   大阪日日新聞 (2003年3月3日). 2007年9月27日時点のオリジナルよりアーカイブ。2021年8月1日閲覧。
5. 1 2 3  “【関西プチ遺産】「信号機支配」の中でゆったりした時間が流れる「水間観音駅」（大阪府貝塚市）”. 産経ニュース. (2018年4月8日) 2021年8月1日閲覧。
6. 1 2 3  『2メートルの大苔玉を配置、95周年へ向けた水間鉄道活性化｢水間観音駅リニューアル」』（PDF）（プレスリリース）グルメ杵屋、2018年12月14日。2022年1月4日閲覧。
7. 1 2 3  “大阪に「苔玉の駅」登場 大小1000個の苔玉”. 産経ニュース. (2018年12月24日) 2022年1月4日閲覧。
8. ↑  水間鉄道水間駅舎 - 文化遺産オンライン（文化庁）
9. ↑  いよいよ水間鉄道にPiTaPaが導入されます! (PDF)
10. ↑  “うどん店「金胡麻木うどん」オープン”.   水間鉄道株式会社. 2023年6月27日閲覧。
11. ↑  まち愛Cafe みずがめ庵 和 (PDF)  - 貝塚市障害児者施設連絡会
12. ↑  “苦境の私鉄ローカル線、松平健さん主演ドラマで救う…制作資金1千万円集まる”. 読売新聞オンライン. (2021年11月22日).  オリジナルの2021年11月23日時点におけるアーカイブ。 2022年1月4日閲覧。

### 利用状況の出典
1. ↑  大阪府統計年鑑（平成23年） (PDF)
2. ↑  大阪府統計年鑑（平成24年） (PDF)
3. ↑  大阪府統計年鑑（平成25年） (PDF)
4. ↑  大阪府統計年鑑（平成26年） (PDF)
5. ↑  大阪府統計年鑑（平成27年） (PDF)
6. ↑  大阪府統計年鑑（平成28年） (PDF)
7. ↑  大阪府統計年鑑（平成29年） (PDF)
8. ↑  大阪府統計年鑑（平成30年） (PDF)
9. ↑  大阪府統計年鑑（令和元年） (PDF)
10. ↑  大阪府統計年鑑（令和2年） (PDF)